# Équipe d'Haïti masculine de basket-ball à trois
Actualités
L'équipe d'Haïti masculine de basket-ball à trois représente le pays dans les compétitions internationales de basket-ball 3x3 sous l'égide de la Fédération haïtienne de basket-ball Genesis.

## Historique
Haïti participe pour la troisième fois consécutive à l'AmeriCup 3x3, qui se déroule à San Juan, Porto Rico, du 30 novembre au 3 décembre 2024. L'équipe haïtienne est confrontée à des difficultés financières pour préparer cette compétition, mais le sélectionneur national, Ashley Prudent Salomon, reste optimiste quant à la performance de l'équipe.

## Composition de l'équipe
Pour l'édition 2024 de l'AmeriCup, l'équipe haïtienne est composée exclusivement de joueurs binationaux :
- Antoine Joseph (Free Agent), capitaine de l'équipe
- Cylla Jeantal (Union de Santa Fe, Argentine)
- Hernst Laroche (Ezzahra, Tunisie)
- Carl Pierre (Rice University Owls, USA)

Cette sélection est similaire à celle de l'édition 2021 à Miami..

### Encadrement
- Entraîneur: Ashley Prudent Salomon
- Président de la Fédération Haïtienne de Basketball Genesis : Henri Joseph Jean

## Classement FIBA
Haïti occupe en 2024 la 10ème place du classement FIBA 3x3 dans la zone Amérique et la 3ème position dans la zone Caraïbes, derrière Porto Rico et la République Dominicaine. Cette ascension témoigne de l'impact croissant du basket-ball 3x3 haïtien sur la scène internationale.